# (7954) Kitao
(7954) Kitao est un astéroïde de la ceinture principale.

## Description
(7954) Kitao est un astéroïde de la ceinture principale. Il fut découvert le 19 septembre 1993 à Kitami par Kin Endate et Kazuro Watanabe. Il présente une orbite caractérisée par un demi-grand axe de 2,61 UA, une excentricité de 0,19 et une inclinaison de 14,0° par rapport à l'écliptique.

## Compléments